# Le Vicaire des Ardennes
Le Vicaire des Ardennes est un roman de jeunesse d'Honoré de Balzac publié en 1822 sous le pseudonyme d'Horace de Saint-Aubin, chez le libraire Pollet.

## Contexte du romancier débutant
Les parents du jeune écrivain lui avaient accordé une subvention de 1 500 francs par an et l'avaient installé dans une mansarde de la rue de Lesdiguières que Balzac appelait « les plombs de Venise ». Mais après la mort d'Édouard Parfait Malus, neveu de la mère de Balzac, le 25 octobre 1822, la famille Balzac reçut un héritage qui lui permit de s'installer de nouveau dans le Marais, rue du Bois-Doré. Ainsi, Honoré put abandonner sa mansarde et rejoindre l'appartement familial à la condition toutefois qu'il s'engage à payer à son père la somme de cent francs par mois pour son loyer et sa nourriture. Cela dit, la famille s'impatientait, attendant le chef-d'œuvre et la gloire de leur fils. Lorsque Honoré se mit à travailler dur pour achever Le Vicaire des Ardennes, sa mère l'admira car il donnait « un fier coup de feu […] et il n'avait pas une minute à lui ».
Hélas, à peine édité, Le Vicaire fut saisi, interdit et considéré comme immoral.

## Le roman
Déjà, le jeune Balzac s'essayait à l'outrance, et même, peut-être inconsciemment, à la provocation à l'égard d'une société bourgeoise qu'il haïssait. Il s'opposera d'ailleurs ouvertement à la « Prudence bourgeoise », avec la poétique romanesque du roman suivant, La Dernière Fée.
Dans Le Vicaire, Maurice Bardèche se demande s'il ne provoqua pas la censure avec un récit ouvertement choquant, qui met en scène une marquise éprise d'un jeune vicaire, l'abbé de Saint-André. La marquise éprouve pour lui un amour maternel car il apparaît que ce vicaire est son propre fils, né de ses amours avec un évêque.
Selon Pierre Barrière, le roman commençait assez bien, sur un ton qui rappelait Laurence Sterne. « Quelques portraits d'originaux de village, un instituteur féru de latin, un maire épicier, un bon vieux curé aussi fertile en proverbes que Sancho Pança, prenaient du relief, encore que leurs ridicules fussent exagérés et monotones. Puis tout se gâtait, on tombait dans le drame larmoyant ; un pirate à la Byron envahissait les Ardennes, le vicaire, tout prêtre qu’il était, se mariait pour apprendre qu’il avait épousé sa propre sœur, et découvrir enfin que cette sœur n’était pas sa sœur ! La censure n’avait pas mal servi Horace de Saint-Aubin. »
Le Vicaire des Ardennes est le seul roman de jeunesse de Balzac qui ait échappé, grâce à ce destin assez particulier, à l'échec commercial. Ce qui explique pourquoi le jeune Balzac aura envie de lui donner une suite. Ce sera Annette et le Criminel, en 1824.

## Rééditions du texte
- Honoré de Balzac, Premiers romans, 1822-1825, Robert Laffont, coll. « Bouquins », en deux volumes, Paris, 1999  (ISBN 2221090454). Le volume 2 contient : La Dernière Fée ou la Lampe merveilleuse, Le Vicaire des Ardennes, Annette et le Criminel, Wann-Chlore. Le volume 1 contient : L'Héritière de Birague, Jean-Louis ou La fille trouvée, Clotilde de Lusignan. Édition établie par André Lorant.
- Balzac, œuvres diverses, Pierre-Georges Castex (dir.), avec Roland Chollet, René Guise et Nicole Mozet, Paris, Bibliothèque de la Pléiade, 1990, t. I  (ISBN 2070106640).

Ce livre a été numérisé. On le trouve actuellement en ligne sous diverses formes. Voir notamment le fac-similé de l'édition originale de 1822 sur Google Books.